# Rathaus (Kemnath)

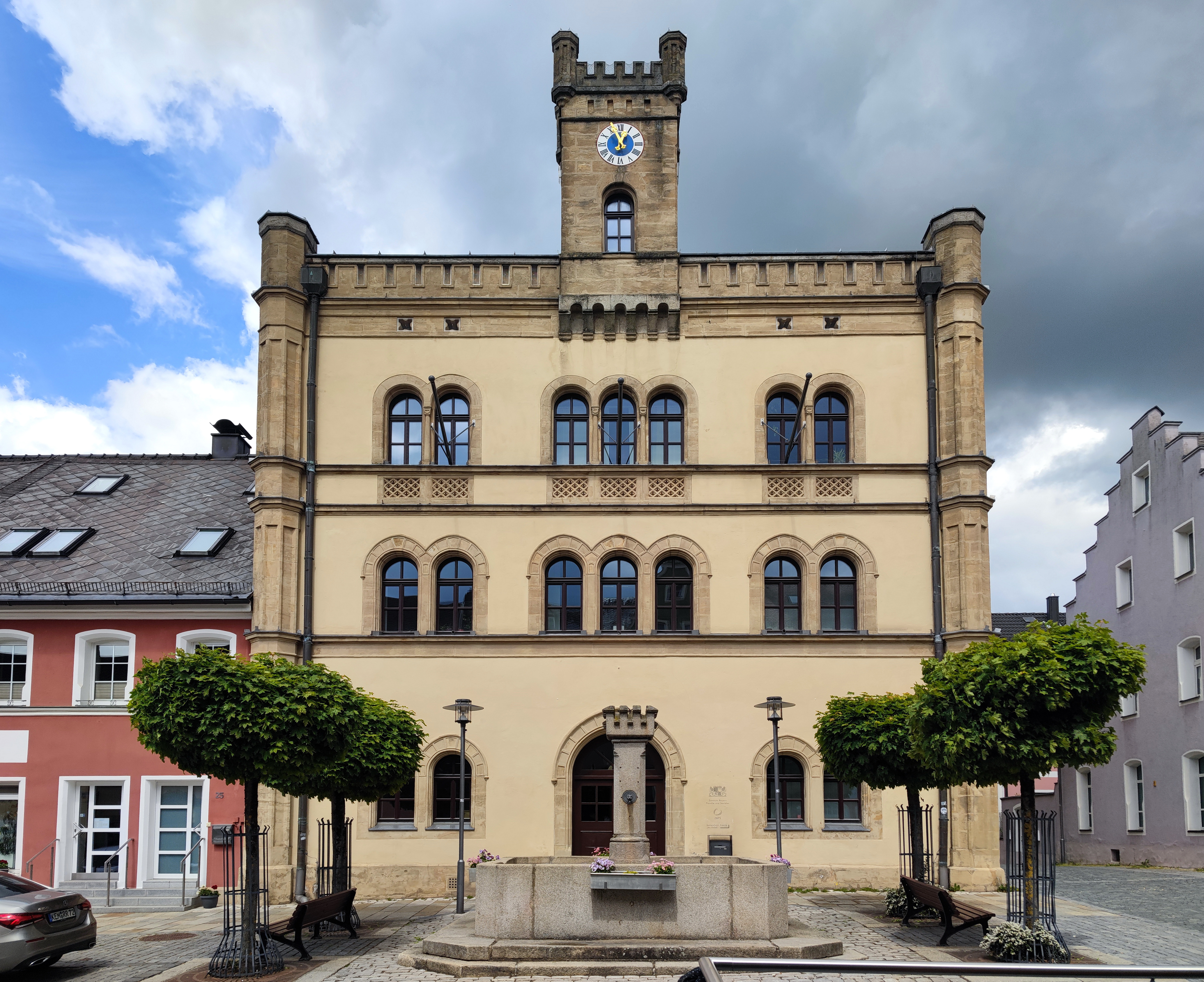
Altes Rathaus Kemnath, seit 1898 Amtsgericht

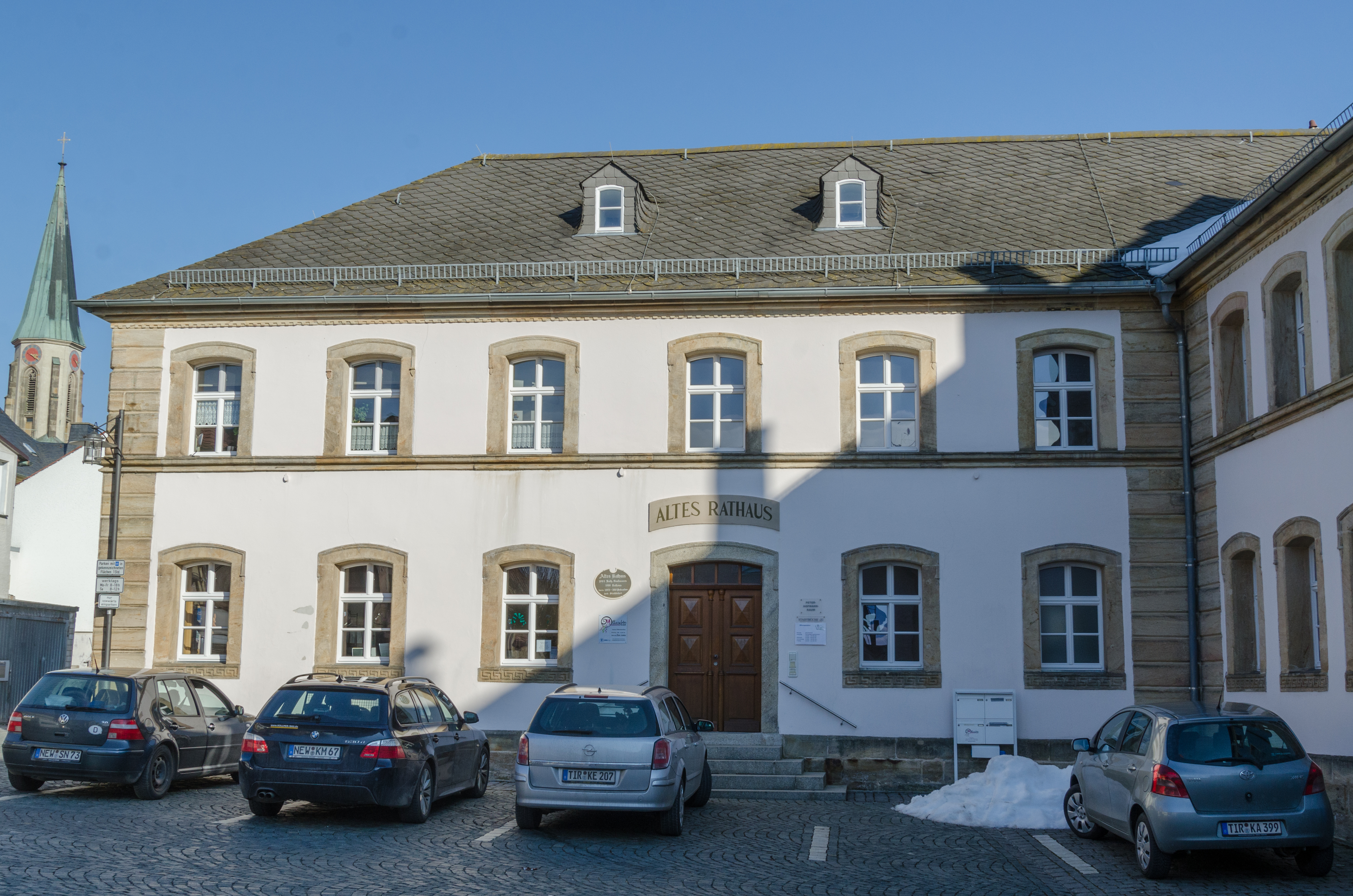
Altes Rathaus von Kemnath (1898–1978)

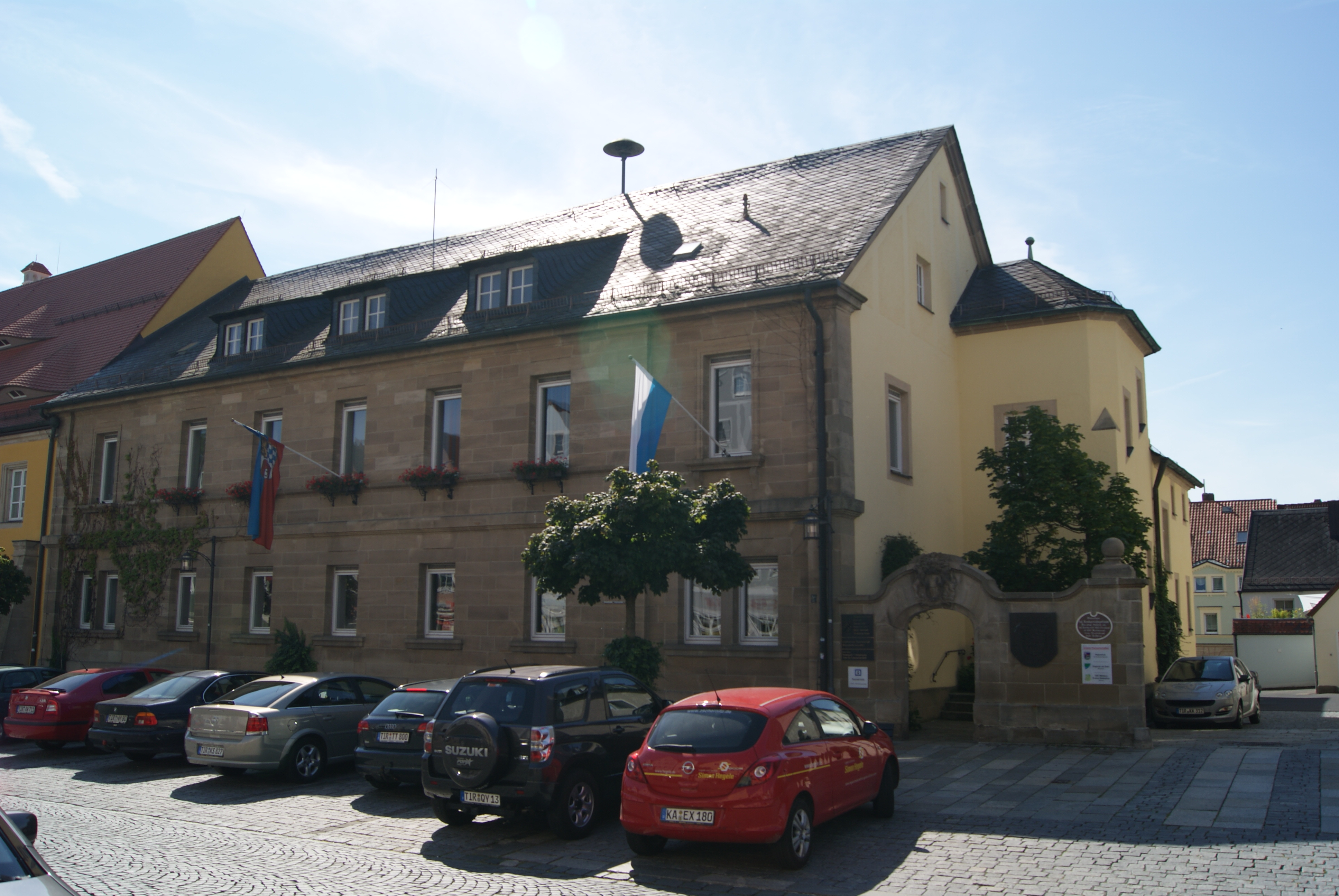
Heutiges Rathaus von Kemnath

Das frühere Rathaus von Kemnath stammte aus dem Jahr 1574 und lag in der Mitte des Marktplatzes von Kemnath; es war damals nach einer Feuersbrunst mit einem hohen Walmdach und einem Zwiebelturm errichtet worden. Nach vorliegenden Handwerkerrechnungen war es mit einer Uhr ausgestattet, war mit drei Sonnenuhren verziert sowie mit dem kurfürstlichen und dem städtischen Wappen und weiteren überlebensgroßen Figuren ausgestattet.

## Erste Planungen
Um 1813 kamen erstmals Pläne auf, ein neues Rathaus zu errichten, da durch den Abbruch des nördlichen Stadttores und der Amtsknechtswohnung ein Bauplatz für ein neues Rathaus auf der Nordseite des Platzes geschaffen worden war. Am 27. Juli 1814 wurde ein Bauplan, erstellt von dem königlichen Landbauinspektor von Hohenhausen, dem Stadtrat vorgestellt. Der Plan sah ein dreistöckiges klassizistisches Gebäude von ca. 21 × 12 m vor, dem Gebäude vorgelagert sollte ein Altan mit einem Säulenportikus sein. Der Bau fand die Zustimmung des Munizipalrates und der Baumeister Adam Weber der Communaladministration sollte einen Kostenvoranschlag erstellen. Bemerkenswert war, dass im Erdgeschoss eine Feuerlöschremise, die Stadtwaage, 14 Fleischbänke und ein Brotladen vorgesehen waren, der 1. Stock sollte den Versammlungssaal, eine Altane und diverse Nebenzimmer enthalten, im 2. Stock war die Wohnung des Munizipialdieners vorgesehen sowie Civilarreste für Bürger.
Von verschiedenen Seiten wurde bald heftige Kritik an dem geplanten griechisch-römischen Stil des Gebäudes erhoben und eine Revision und Anpassung an die schlichteren Gebäude in der Umgebung gefordert. Der Planfertiger von Hohenhausen reagierte darauf mit einer arrogant anmutenden Stellungnahme, in welcher er die Kritiker als ungebildet beschimpfte. Nach einem Schreiben des Landgerichtes vom 13. Februar 1816 geht hervor, dass man sich den Einwänden gegen die geplante Bauweise angeschlossen hatte, schob aber das Fehlen von Geldmitteln als Grund vor, von dem Bau Abstand zu nehmen; einstweilen sollte man nur die nötigsten Ausbesserungen am alten Rathaus vornehmen.

## Bau des neuen Rathauses
Bei dem großen Stadtbrand vom 13. Januar 1848 wurde auch das Rathaus ein Raub der Flammen. Erst 1855 wurde die Brandruine abgetragen. Überbrückungsweise wurden in den Geschäftsräumen des Weißgerbers Xaver Leypold die Geschäftsräume für den Magistrat eingerichtet. Bei der Planung des Neubaus wurde davon ausgegangen, das Gebäude in die nördliche Häuserfront des Marktplatzes einzugliedern, dazu mussten mit den Besitzern der zu Ruinen gewordenen Häuser Nr. 13, 14 und 16 Verhandlungen aufgenommen werden und diese schrittweise von den früheren Besitzern erworben werden.
Am 13. September 1854 einigten sich die Stadtväter trotz beengter finanzieller Verhältnisse auf ein Programm zum Bau eines Rathauses. Die Keller der niederbrannten Häuser sollten erhalten bleiben; im Erdgeschoss waren ein Wachlokal für die Landwehr geplant, ein Platz für die Stadtwaage, ein Brotladen, ein Wartezimmer für den Polizeidiener, ein Platz für die Lagerung von 10 Klafter Holz und ein Platz für die Löschmaschine. Im ersten Stock sollten ein Sessions- und ein Konferenzzimmer untergebracht werden, ein Archiv- und Kassengewölbe, eine Kanzlei mit Registratur, vier Zimmer und eine Holzlege. Das zweite Stockwerk war vorgesehen für vier Zimmer und eine Küche, zwei Arrestlokale (ein „männliches“ und ein „weibliches“) sowie ein Versammlungssaal mit Galerie. Für den Bau wurde von dem Maurermeister Theodor Fiechtl am 19. Januar 1855 ein Kostenvoranschlag von 10.929 fl und 1 kr vorgelegt. Der Stadtrat forderte noch, die bereits vorhandene Uhr samt Uhrschild einzubauen und auch Fleischbänke im Hinterteil des Rathauses vorzusehen. Dieser Plan wurde aber von der königlichen Regierung in Regensburg nicht genehmigt.
Stattdessen wurde von dem Bezirksbauinspektor Zeitler aus Weiden ein neuer Bauplan für ein repräsentatives Gebäude ausgearbeitet und dieser Plan wurde am 3. April 1856 von der königlichen Regierung genehmigt; die geforderten Fleischbänke wurden nicht berücksichtigt, diese sollte in dem alten Malzhaus untergebracht werden. Die geschätzten Baukosten beliefen sich jetzt auf 15.300 fl, was die Möglichkeiten der Stadt überstiegen; nach Mitteilung des Bürgermeisters sollte das Gebäude nur so weit ausgeführt werden wie die 8096 fl reichen, das Bauholz sollte aus der gemeindeeigenen Waldung geschlägert werden. Am 4. Oktober 1856 fand die Ausschreibung statt, wobei sich der Stadtrat entschloss, den Bau an den ortsansässigen Maurermeister Theodor Fiechtl sowie den Zimmermeister Adam Schatz zu vergeben. Bis zur Fertigstellung ergaben sich verschiedene „Verdrießlichkeiten“ (z. B. Nichteinhaltung der Bauzeit, Mehrkosten), mit denen sich der Stadtrat durch eine zusätzliche Darlehensaufnahme einverstanden erklären musste. Am 9. September 1861 genehmigte der Stadtrat auch die Anbringung einer sog. Manhard’schen Uhr auf dem Turm des Gebäudes. Ursprünglich sollte hier die alte Uhr der Pfarrkirche angebracht werden, jedoch meinte der königliche Bauinspektor Zeitler, eine Reparatur würde sich nicht lohnen und man solle die alte Uhr verkaufen, was auch gemacht wurde.
In dem neuen zinnenbewehrten Gebäude residierten die Stadtväter nur 40 Jahre lang, 1898 wurde das Gebäude an die staatliche Justizverwaltung verkauft. Danach wurde 1899 das Haus Nr. 169 (heute Rathausplatz 1) in der Spitalgasse von der Stadtkammer erworben und als Rathaus bis 1978 genutzt. Heute ist das Rathaus in einem Anbau zum Kastenamt Kemnath untergebracht.